# 中国国民党江苏省党部
中国国民党江苏省党部是中国国民党在江苏省的组织。1949年1月7日，有党员86075人。

## 历史
| 1923      | 联俄容共                 |
| 1924      | 成立江苏省党部           |
| 1924      | 第一次全国代表大会       |
| 1925      | 召开江苏省第一次代表大会 |
| 1926      |                          |
| 1927      | 北伐军占领镇江县         |
| 1927      | 清党                     |
| 1928      | 整理党务                 |
| 1929–1936 |                          |
| 1937      | 日军占领镇江县           |
| 1938–1944 |                          |
| 1945      | 日本投降                 |
| 1946      |                          |
| 1947      | 与三青团合并             |
| 1948      |                          |
| 1949      | 解放军占领镇江县         |

江苏党部源于1906年春于上海成立的中国同盟会江苏分会，1912年五党合并后，改称国民党江苏支部，于二次革命失败后基本瓦解。1914年，改组为中华革命党江苏支部。1924年1月，国民党一大召开后，成立中国国民党江苏省临时党部，并于1925年8月23日正式成立省党部，即江苏省第一届执监委员会。之后数年，在国民党的派系斗争下，江苏省党部经历多次改组，依次命名为：江苏省特别委员会、江苏省党部临时执监委员会、江苏省党务维持委员会、江苏省党务指导委员会、第二届江苏省执监委员会、第三届江苏省执监委员会、第四届江苏省执监委员会、江苏省特派员委员会。
抗战时期，江苏省党部从镇江县依次迁往扬州、兴化、溧阳、屯溪、兴化、苏南、绩溪，直至1945年10月15日迁回镇江办公。
1947年，省党部先后改组为第五届江苏省执监委员会、江苏省党团统一委员会。1949年，省党部陆续瓦解。1950年，省党部主任委员丁治磐被免职。

## 代表大会
- 第一次：1929年2月
- 第二次：1931年8月
- 第三次：1932年12月
- 第四次：1947年2月